# Alois Heilinger
Alois Heilinger (13. února 1859 Vídeň – 9. března 1921 Vídeň) byl rakouský politik, na počátku 20. století poslanec Říšské rady.

## Biografie
Vychodil národní školu a gymnázium. Vystudoval Vídeňskou univerzitu, kde roku 1884 získal titul doktora práv. Od roku 1886 byl magistrátním úředníkem ve Vídni. Působil jako docent v Technickém živnostenském muzeu ve Vídni. Vydával odborné právní a národohospodářské práce jako Kritische Studien aus dem Römischen Recht, Recht und Macht, Die Pensionsversorgung des Gewerbestandes a Das Recht der Zahntechniker. Zasloužil se o podporu živnostenského podnikání v Rakousku. Angažoval se v politice jako člen německých politických stran. V letech 1910–1919 zasedal jako poslanec Dolnorakouského zemského sněmu.
Na počátku 20. století se zapojil i do celostátní politiky, nejprve jako člen Křesťansko-sociální strany. V doplňovacích volbách roku 1901 získal mandát v Říšské radě (celostátní zákonodárný sbor) za městskou kurii, obvod Vídeň (VIII. okres). Nastoupil 20. května 1901 místo Josefa Schlesingera. V roce 1906 se uvádí jako člen klubu Křesťansko-sociální strany.
Uspěl i v řádných volbách do Říšské rady roku 1907, konaných poprvé podle všeobecného a rovného volebního práva, kdy byl zvolen za obvod Dolní Rakousy 16. Byl členem poslanecké frakce Křesťansko-sociální sjednocení. Mandát obhájil za týž obvod i ve volbách do Říšské rady roku 1911. Nyní byl nezařazeným poslancem. Ve vídeňském parlamentu setrval až do zániku monarchie. K roku 1911 se profesně uvádí jako zemský poslanec, magistrátní rada na penzi a spisovatel.
V letech 1918–1919 zasedal jako poslanec Provizorního národního shromáždění Německého Rakouska (Provisorische Nationalversammlung), nyní za Německou nacionální stranu (DnP).